# Aleja Solidarności (Varsovie)
Aleja Solidarności  (littéralement : Avenue Solidarnośc) est une avenue de Varsovie qui traverse les arrondissements de Praga-Północ (Praga-Nord), Śródmieście (centre-ville) et Wola. Elle relie Ulica Radzymińska (pl) à Praga-Północ jusqu'à l'intersection d'Ulica Wolska (pl) et Ulica Młynarska (pl) à Wola.

## Lieux et édifices remarquables
- Gares et stations
  - Gare Warszawa Wileńska (ulica Targowa, 72)
  - Bâtiment de la Direction des chemins de fer nationaux (pl) (ulica Targowa, 74)
  - Station Wileński
  - Station Ratusz Arsenał
- Édifices religieux
  - Cathédrale Sainte-Marie-Madelaine (n° 52)
  - Cathédrale Saint-Florian
  - Église évangélique réformée (n° 74)
  - Dom Dysydentów, siège de la paroisse évangélique réformée (n° 76a)
  - Église de la Nativité de la Bienheureuse Vierge Marie (n° 80)
- Parcs et jardins
  - Parc Praga
  - Parc zoologique de Varsovie
- Mémoriaux
  - Monument aux héros de Varsovie
  - Monument aux victimes du massacre de Wola
  - Mémorial du mur du ghetto de Varsovie sur le mur du bureau de district de Wola
  - Plaques commémoratives de Tchorek (marquant les lieux de combat de l'insurrection de Varsovie, n° 66, 83/89, 84 et 90)
  - Monument de la fraternité d'armes qui, en 2011 a été temporairement démonté pour permettre la réalisation de la ligne 2 du métro de Varsovie. Vestige de l'ère communiste, il n'a pas été réinstallé depuis.
- Palais
  - Palais Przebendowski (pl) (n° 62)
  - Palais Działyński (pl)
  - Palais Biernacki (pl) (ulica Wolska, 27/29)
- Bâtiments publics
  - Lycée général Ladislas IV (pl) (ulica Jagiellońska, 38)
  - Hôpital Praski (n° 67)
  - Bureau du médiateur des droits de l'homme (n° 77)
  - Institut historique juif (ulica Tłomackie, 3/5)
  - Opéra de chambre (pl) (n° 76b)
  - Bibliothèque publique du district de Wola (pl) (n° 92)
  - Tribunal d'instance de Varsovie (n° 127)
- Autres bâtiments
  - Blue Tower ( (plac Bankowy, 2)
  - Immeuble Jacobsona (pl) (n° 105)
  - Immeuble 149 de la rue Solidarnośc (pl) (n° 149)
  - Hôtel Ibis Warszawa Centrum (n° 165)
  - City Gate (pl)
  - PDT Wola (pl) (ulica Młynarska, 8/12)
- Pont Śląsko-Dąbrowski
- Gruba Kaśka na Tłomackiem (pl) (littéralement : Gros Casque de Tłomackie)

## Sources
- (pl) Cet article est partiellement ou en totalité issu de l’article de Wikipédia en polonais intitulé « Aleja „Solidarności” w Warszawie » (voir la liste des auteurs).